# ریکاردو بونلی
ریکاردو بونلی (انگلیسی: Ricardo Bonelli; ۲۸ اکتبر ۱۹۳۲ – ۲۵ ژوئیهٔ ۲۰۰۹) بازیکن فوتبال اهل آرژانتین بود.
از باشگاه‌هایی که در آن بازی کرده‌است می‌توان به باشگاه اتلتیکو ایندپندینته اشاره کرد.
وی همچنین در تیم ملی فوتبال آرژانتین بازی کرده‌است.